# Спасюки (Дятловский район)
Спасюки́ (бел. Спасюкі) — деревня в Войневичском сельсовете Дятловского района Гродненской области Белоруссии. Согласно переписи населения 2009 года в Спасюках проживало 29 человек. Площадь сельского населённого пункта составляет 16,72 га, протяжённость границ — 3,06 км.

## География
Спасюки расположены в 26,5 км к юго-востоку от Дятлово, 174 км от Гродно, 13 км от железнодорожной станции Выгода.

## История
Согласно переписи населения 1897 года Спасюки — деревня в Роготненской волости Слонимского уезда Гродненской губернии (19 домов, 119 жителей).
В 1921—1939 годах Спасюки находились в составе межвоенной Польской Республики. В этот период деревня относилась к сельской гмине Роготно Слонимского повята Новогрудского воеводства. В 1923 году в Спасюках имелось 19 хозяйств, проживало 90 человек. В сентябре 1939 года Спасюки вошли в состав БССР.
В 1996 году Спасюки входили в состав Роготновского сельсовета и колхоза «Горка». В деревне насчитывалось 32 хозяйства, проживало 63 человека.
21 декабря 2009 года деревня была передана из Роготновского в Войневичский сельсовет.